# Калітов Олександр Володимирович
Олександр Володимирович Калітов (нар. 29 вересня 1993, Одеса, Україна) — український футболіст, колишній захисник та півзахисник вінницької «Ниви».

## Кар'єра гравця
Вихованець ДЮСШ № 11 (Одеса). Навесні 2011 року виступав в аматорському чемпіонаті України за южненський «Реал-Фарм», у складі якого дебютував 27 квітня 2011 року в матчі проти «Торпедо» (Миколаїв) (1:2). Усього за «Реал Фарм» провів 5 ігор у чемпіонаті ААФУ. Із квітня 2012 грав за молодіжну команду ФК «Одеса-2» у Вищій лізі чемпіонату Одеси. З червня 2012 роки захищав кольори «Одеси» в Першій лізі чемпіонату України. У професіональному футболі дебютував 14 липня 2012 року в матчі одеситів проти донецького «Олімпіка», вийшовши на поле у стартовому складі. Швидкий, настирливий, не боїться боротьби і спортивної агресії 19-річний крайній хав із перших турів виграв боротьбу за місце в основі і в результаті взяв участь у всіх матчах літньо-осінньої частини чемпіонату.
У 2013—2014 роках провів 25 ігор у молодіжному складі донецького «Металурга». У лютому 2015 року став футболістом одеського «Чорноморця».
8 березня 2015 року провів перший поєдинок в українській Прем'єр-лізі, вийшовши у другому таймі матчу проти луцької «Волині» замість Артема Філімонова. Уже у третьому матчі за новий клуб футболіст отримав пошкодження ноги, через яке вибув із тренувального процесу на півтора місяця. Після відновлення від травми до кінця сезону грав переважно в молодіжній команді «моряків».
23 серпня 2017 року перейшов в одеську «Реал Фарму», а другу половину сезону провів в іншому клубі Другої ліги «Нива» (Вінниця).
Влітку 2018 року знову повернувся в «Чорноморець».

## Стиль гри
У квітні 2015 року Валентин Полтавець, який тренував Калітова в «Одесі», так охарактеризував колишнього підопічного: «Пам'ятаю Калітова чіпким, дуже цілеспрямованим і бойовитим гравцем. Дисципліна на вищому рівні. Нехай ми його награвали в захисті — у центрі і на фланзі, він здатний виконувати й функції опорного».